# 羅馬帝國歷史
羅馬帝國歷史由羅馬共和國結束後的公元前27年開始，橫跨十六個世紀、包括了羅馬在數個不同階段的轉變；古羅馬帝國時代、帝國分裂時期、延續到中世紀的東羅馬帝國（又稱拜占庭帝國）時代、並現代史的開始都包含在羅馬帝國的歷史中。

## 罗马帝国的建立

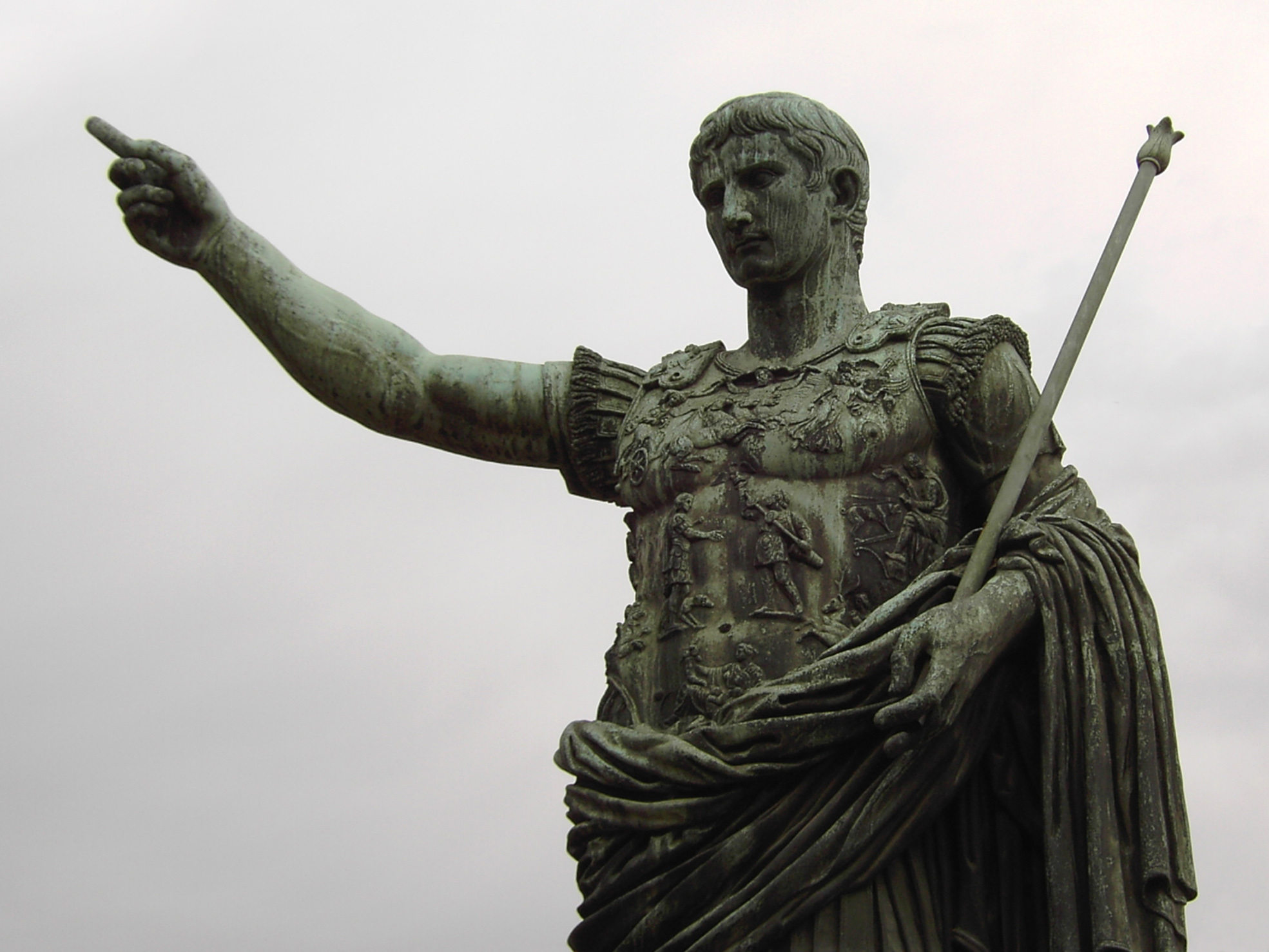
屋大维

羅馬自公元前三世紀已經開始併吞行省；四個世紀後，羅馬的領土範圍已經達到前所未有地遼闊。雖然羅馬仍然被稱為「共和國」，但它已足以被稱為「帝國」。 行使共和制的行省由從前的執政官和裁判官進行管治；他們經由選舉產生，並擁有稱為「Imperium」的當地最高統治權。當時只有少數人擁有不成比例的雄厚財富和強大軍力；他們對其行省的管理是羅馬從共和體制步向絕對君主制的主要因素。不久，「帝權」即由「Imperium」一字表達； 英語「帝國」(empire)一字即來自此拉丁字；而這意思可從更之後的羅馬歷史中找到。
罗马共和国末期是一个动荡的年代，特别是马略的军事改革之后，在马略和苏拉的争权夺利中被削弱，紧跟着是凯撒对庞培的内战。在这些动乱中，许多元老院议员阵亡、被处死、被谋杀或是自杀。元老院裡充斥着前三头的支持者，后来则是后三头的支持者。
后三头同盟瓦解后，屋大维、马克·安东尼分掌罗马的东西部，双方矛盾日趋激烈。前31年9月，安东尼和埃及女王克利奥帕特拉七世的聯軍，在希腊的亞克興角與屋大維交战，史称亚克兴战役。在战況最激烈的时候，埃及女王认为安东尼获胜无望，将自己的军队撤回埃及，安东尼也一起到了埃及。屋大维随后入侵埃及，埃及女王和安东尼自杀，埃及也被罗马占领。
前27年，屋大维一面表示卸除一切大权，恢复共和制；一面又装作迫于元老院和公民的请求，接受与共和制度完全违背的绝对权力，成为元首（或可譯作「第一公民」）、最高統帅（Imperator，或可譯作「凱旋大將軍」、「大元帥」）、最高的代行执政官、终身執政官、保民官、大祭司长、第一元老等，并获得了奧古斯都和祖国之父的称号（以后的皇帝也有这些头衔）。屋大维的这场精彩演出宣布了罗马帝国的建立。

## 前期帝國

### 羅馬和平與四大暴君
屋大维在位期间，不断对外征战。经过对西班牙西北部的巴斯克人部落的连年苦战，在西元前19年完全征服了西班牙。从西元前16年起帝国出兵阿尔卑斯山东部和多瑙河上游，建立了雷蒂安（Raetia）和诺里克两个行省。接着又出兵多瑙河中下游，建立潘诺尼亚和米西亚两行省。罗马在前12年到5年间经过连年征战，征服了莱茵河到易北河之间的土地。在公元1年，罗马统治下的人口达到3340万人。但新征服的土地不断发生暴动。9年，罗马将领瓦鲁斯在镇压日耳曼人起义的條頓堡森林戰役中遭伏击而全军覆没，以至于罗马不得以放弃莱茵河到易北河间的土地。之后屋大维没有进行大的征伐，随后的百餘年是一段很长的稳定局面，称之为罗马和平时期。
屋大维在14年歿，传位养子提比略。提比略加强皇权，取消了公民大会的立法权和选举权，将近卫军集中到罗马以保卫皇帝，并制裁一切反对皇帝或是非议皇帝的言行，要求元老院只能和他发表相同意见。由于提比略独断专行，和元老院关系紧张，他于26年隐退到卡普里岛，并在那里统治罗马近十年。37年，提比略病死卡普里岛。
提比略死后，近卫军立卡里古拉为帝。这是罗马史上第一次军队拥立皇帝。卡里古拉患有精神病，不理国政，沉迷于娱乐活动，并喜怒无常，经常处死人或没收财产。他甚至任命自己的坐骑为执政官。40年，他在罗马演讲鼓吹个人独裁，并神化皇帝。41年，卡里古拉被近卫军杀死。

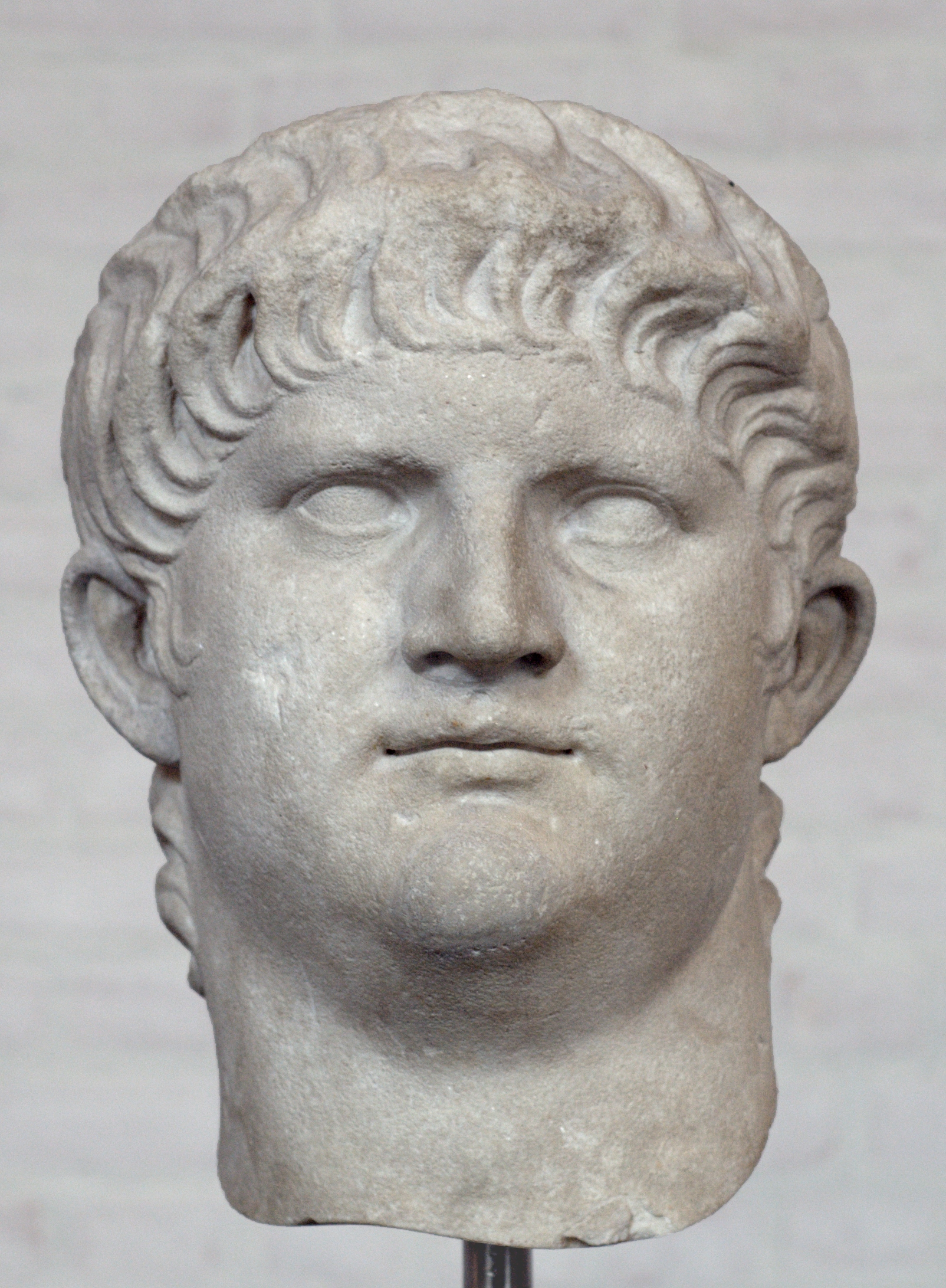
尼禄

卡里古拉死后，近卫军拥立他的叔叔年迈的克劳狄即位。克劳狄改革政权机关，建立了一套官僚体系。中央有三个部门，即秘书处（掌内政军事外交）、财务处（掌财务）及司法处（掌法律），并提高骑士地位和将罗马公民权授予各邦人民，由此，各地贵族也可以充任高级官员或是元老。克劳狄在位期间还修建了台伯河口的奥斯提亚港以及大规模的输水管道。对外扩张方面，克劳狄又新征服了不列颠南部和毛里塔尼亚。54年，克劳狄被皇后小阿格里皮娜毒死。
克劳狄死后，养子尼禄即位。尼禄是罗马史上著名的暴君，不理国政，残暴嗜杀，热衷于娱乐、演戏、玩女人，以“伟大的艺人”自居。64年，罗马发生大火，全城几乎全部焚毁，尼禄反而在宫中吟诗歌唱，在大火过后又修建新宫，号为“金宫”。时流言尼禄放火以便建造新宫，尼禄为消除流言，以基督徒为替罪羊，大肆捕杀基督徒。由于尼禄暴政，各地反抗不断，不列颠、高卢、西班牙等地爆发了大规模的起义，在巴勒斯坦更是爆发了犹太战争。此时，尼禄又到希腊进行长时间的艺术戏剧巡回演出，称“希腊人是唯一能欣赏音乐的民族”。68年，西班牙地区的将军加尔巴造反自立为帝，元老院立即承认加尔巴为帝，宣布尼禄为祖国之敌并判处死刑。尼禄在逃亡途中自杀。

### 四軍閥争帝位期
加尔巴称帝後，由于年老体衰，无力控制局面，导致各地将领拥兵自重。69年1月，下日耳曼总督维泰利乌斯称帝，同时加尔巴被部下奥索所杀，奥索自立为帝。3月，维泰利乌斯出兵与奥索争夺帝位，奥索战败自杀。7月，平定犹太人叛乱的将领韦帕芗称帝。10月，韦帕芗击败维泰利乌斯，结束了皇位争夺战。

### 弗拉维王朝

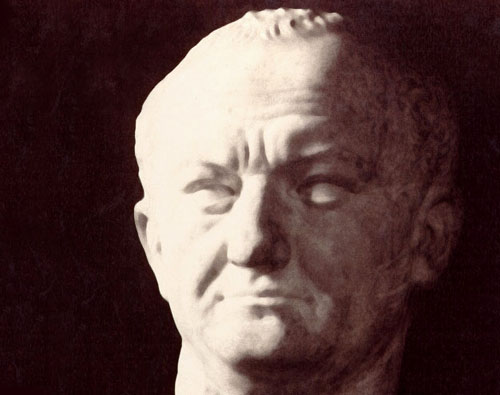
韦帕芗

韦帕芗上台后帝国面临危机，他首先镇压各地起义，其中70年，他的儿子提图斯率兵进攻耶路撒冷，城破后杀掠，被钉死在十字架上的人不计其数。为了弥补财政上的巨大赤字，他重整税法，提高各邦的税额，使他得到了足够的钱来整顿军事和内政。另外，韦帕芗统治时期大大加强了各邦的地位。73年，他将各邦贵族加入元老院，并授予许多各邦贵族罗马公民权，使各地贵族广泛参政。
79年韦帕芗死后，儿子提图斯即位。提图斯为政温和，在他任内，维苏威火山爆发埋没庞培城。提图斯于81年去世，弟弟图密善即位，传言提图斯为图密善所毒死。图密善专制独裁，以“主上和神”自居，蔑视元老院。对外扩张方面，图密善在南日耳曼取得了成功，但在对达西亚的战争中两次失利，不得不送礼講和。89年，图密善借口支持叛乱，处死了一大批元老显贵，招致众人不满。96年，图密善死于宫廷政变。

### 安敦尼王朝（五贤帝时期）
图密善死后，元老院推举参与政变的前执政官涅尔瓦为帝。涅尔瓦尊敬善待元老，元老院的权威得到一定恢复。但涅尔瓦相当不受军队和军事统帅的欢迎。为了争取军队支持，涅尔瓦在即位的第二年，挑选战功卓著的日耳曼总督图拉真作为养子，成功平息了军队的不满。
98年，涅尔瓦去世后，图拉真即位，他是第一个出身联邦贵族的皇帝。图拉真继续执行涅尔瓦善待元老的政策，兴建公共设施，并积极对外扩张，图拉真时期是罗马帝国疆域最大的时期。在公元100年，罗马统治下的人口达到4350万人。从101年起图拉真就率兵入侵达西亚，直至106年完全征服达西亚，设达西亚邦。图拉真举行了盛大的凯旋式，宣布过123天的节，并建造图拉真圆柱纪念。在105年，图拉真占领阿拉伯北部，设阿拉伯邦。114年，图拉真并入亚美尼亚，设亚美尼亚邦。图拉真继续东征，击败了帕提亚军队，于116年占领帕提亚首都泰西封。当年年底，图拉真兵抵波斯湾，他是唯一达到过这里的罗马统帅。117年，图拉真病重撤军，设亚述和美索不达米亚两个邦。临终前宣布哈德良为养子。

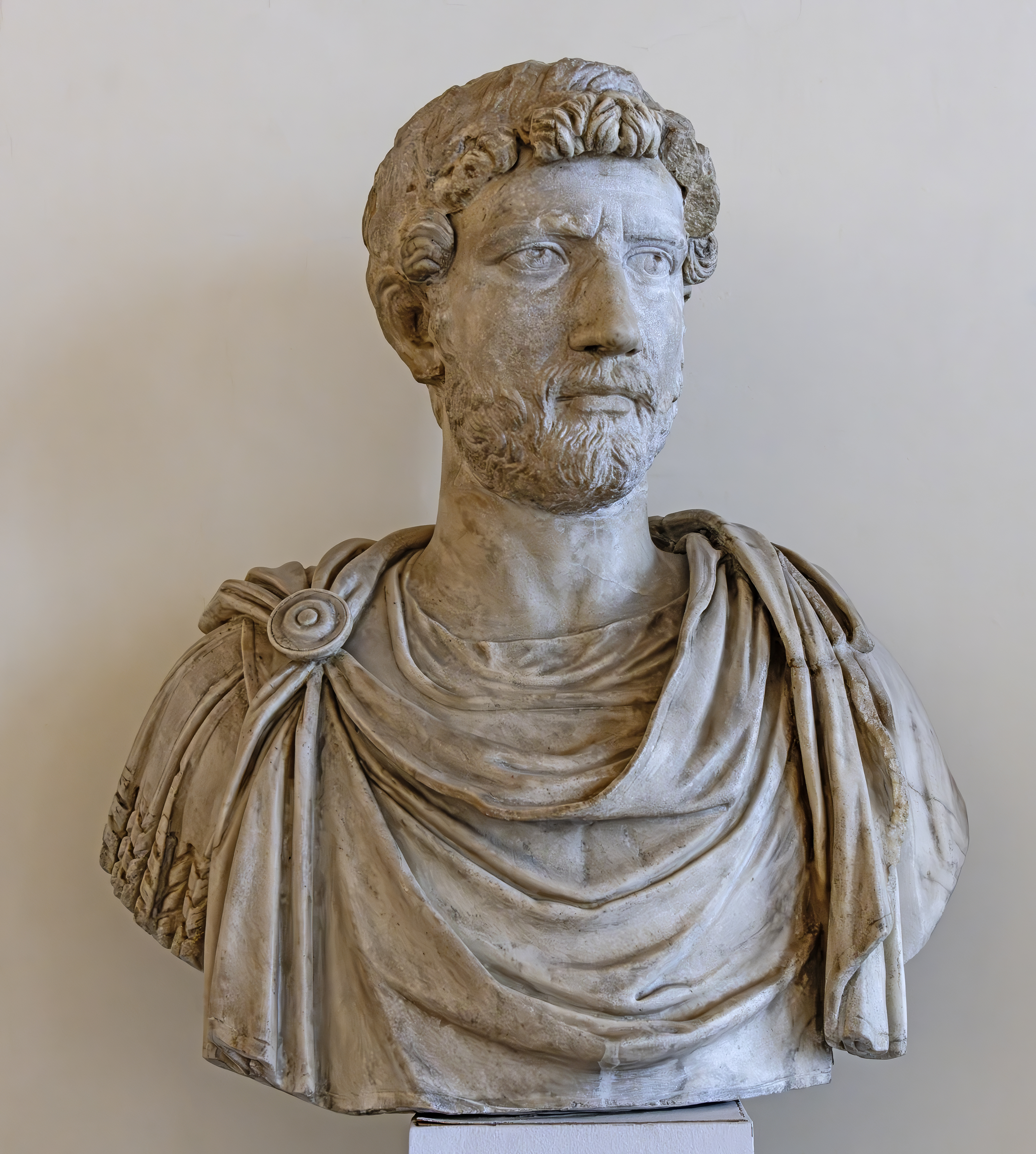
哈德良

图拉真死后，哈德良即位。哈德良转攻为守，放弃了图拉真在东方征服的土地亚述和美索不达米亚，在北部边疆建造连绵的边墙一加强防守。哈德良将元首制過渡到绝对君主制，以自己的意志为最高法律。并大力加强骑士地位，使其成为一个专门的官僚阶层。他还设立元首顾问会，直接对他负责，执行他的指令，命令法学家编成《永久敕令》，作为帝国的法律基础，加强联邦罗马化，缩小各邦城市和罗马的距离。但在131年，哈德良禁止犹太人举行割礼、过安息日和阅读犹太律法引发了犹太人大起义，罗马军队耗时3年，屠杀58万犹太人，才把起义镇压下去，从此犹太人被迫流浪世界各地。138年，哈德良去世，病重时宣布安敦尼为养子。
安敦尼即位后，对外收敛边境，大体无事，对内勤政爱民，与元老院关系良好。罗马享受了20多年的太平盛世。161年，安敦尼去世。
安敦尼死后，帝位由两个养子维鲁斯和马克奥里略继承，这是罗马史上第一次两帝共治。马克奥里略人称“哲学家皇帝”，著有《沉思录》，是斯多葛派哲学的主要阐述者。维鲁斯则是一个平庸的人。两人登基时，帝国边境形势严峻，帕提亚在162年入侵亚美尼亚，维鲁斯经过四年苦战才击退帕提亚并在164年—165年间并入美索不达米亚。接着又爆发了瘟疫，大量罗马人死亡。167年，莱茵河北岸的日耳曼人又入侵，两位皇帝不得不率军征讨，由于财政拮据，皇帝卖掉皇冠上的珠宝以筹集军饷。169年，维鲁斯去世，帝国又恢复了一个皇帝的局面。马克奥里略为减轻日耳曼人对帝国的压力，允许他们定居帝国的莱茵河北岸的边境，为以后的蛮族入侵埋下了隐患（这一说法有争议）。175年，东方还爆发了将领卡修斯（Cassius）发动的叛乱。平定叛乱后，马克奥里略又开始了对莱茵河北岸和多瑙河北岸的日耳曼人的战争，试图吞并波西米亚，但在即将成功时，180年马克奥里略病死军中。

## 後期帝國

### 3世纪危机的开始

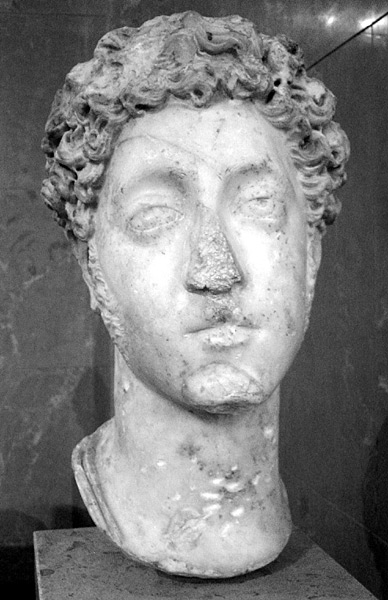
康茂德

五賢帝之一的「哲帝」马克奥里略死后，儿子康茂德继位。康茂德放纵荒淫，政事都交给宠臣和近卫军长官处理。182年，他的姐姐和一些元老试图暗杀他，事發后，他处死了参与暗杀的所有人以及许多无辜者。康茂德残暴多疑，喜爱马戏、摔跤等体育活动，自称大力神转世，并穿上角斗士服装，参加角鬥。康茂德的统治引起人民不满，许多人都密谋刺杀他，而康茂德变得更加怪僻暴虐。193年元旦，当康茂德宣布要以角斗士装扮担任当年执政官时，他的情妇给他喝了杯毒酒，随后就被近卫军长官派来的摔跤手掐死。
193年，康茂德死后，近卫军将城市长官珀蒂纳克斯扶上皇位，是為五帝之年之始。珀蒂纳克斯不过是傀儡，当他想整肃军纪时，马上就被近卫军杀死。珀蒂纳克斯死后，近卫军居然宣布将皇位拍卖，谁出钱多谁就可做皇帝。经过多人之间的竞争和讨价还价，朱利安努斯以近卫军满意的价格买到了皇位。但朱利安努斯没有一个追随者，不过是个傀儡而已，各联邦军队更是对他不屑一顾。叙利亚总督奈哲尔率先自立为帝。接着潘诺尼亚总督北非人塞维鲁造反，攻进罗马，元老院转而宣布塞维鲁為皇帝，处死了朱利安努斯。塞维鲁也将原来的近卫军以叛国罪的罪名全部处死，并以自己的士兵组成了更为庞大的新近卫军。

### 塞维鲁王朝
塞维鲁称帝后，马上和已经称帝的奈哲尔开战，194年奈哲尔在伊苏斯战败。197年，塞维鲁又在里昂击败造反的不列颠总督阿尔拜努斯，从193年起的内战结束了。塞维鲁是军人，习惯独断专行，不把元老院放在眼里，将元老一个个撤下重要职位，以没有文化的骑士代替他们。塞维鲁的统治是以军队为后盾，他大肆扩军，将罗马军队扩充到了前所未有的地步，其中大多是非罗马人，并给尽一切手段笼络军队，给军队发高饷，奖赏军队毫不吝啬。塞维鲁在军事上取得了不小的成功，除了结束内战外，还在197年打败了安息帝國，并入美索不达米亚。在公元200年，罗马统治下的人口达到顶点4750万人。塞维鲁将皇权提高到至高无上的地步，同一时期的罗马法学家对其评价：“塞维鲁不受一切法律的约束，是任何人的主宰，帝国是他的财产。”208年，塞维鲁出兵不列颠，没有取得多大进展，211年病重死于约克。临终时对两个儿子的遗言是：“愿你们兄弟和睦相处，让士兵们都发财，不要管其他人。”

塞维鲁死后，两个儿子卡拉卡拉和盖塔同时即位，不到一年，卡拉卡拉就杀了盖塔。卡拉卡拉又是一位暴君，杀了弟弟及其同党，他的妻子和岳父也被杀了，还有许多有名望的人。卡拉卡拉继续塞维鲁优待军队的政策，为了增加收入扩大税源，卡拉卡拉在212年颁布卡拉卡拉敕令，授予帝国境内各联邦所有自由民以罗马公民身份。217年，卡拉卡拉在出征阿尔沙克王朝时被近卫军杀死。接着，近卫军长官马克利努斯自立为帝，并以迪亚杜门尼安为共治皇帝。马克利努斯是罗马史上第一位只是骑士不是元老的皇帝。马克利努斯继位后在极其不利的条款下结束了与帕提亚的战争，又缩减军费，导致军队不满。218年，塞维鲁的妻妹朱丽娅·米萨煽动了一场叛乱，马克利努斯和迪亚杜门尼安被杀。
米萨立她年仅13岁的外孙埃尔伽巴路斯为帝，罗马开始女人当政的时代。埃尔伽巴路斯崇拜东方诸神，和元老院的关系不好。222年，由于埃尔巴伽路斯无节制的淫乱，米萨杀死了他，并立自己另一個14岁的外孙亚历山大·塞维鲁为帝。亚历山大·塞维鲁时，皇帝与元老院的关系有所改善。帝国边境又爆发了危机，231年，亚历山大·塞维鲁去东方与依兰沙赫尔作战，情况稍有好转，又要赶去西方的莱茵河北岸和多瑙河北岸抵抗日耳曼人。235年军队叛乱，亚历山大·塞维鲁被杀。

### 3世纪危机的高潮
亚历山大·塞维鲁死后，军队拥立马克西密努斯·特拉克斯为帝。马克西密努斯·特拉克斯出身低微，遭人鄙视，以残暴手段对待元老院和人民，结果在238年被元老院秘密指示近卫军杀死。接着，同年元老院推出四个皇帝，全部被杀。随后即位的戈尔迪安三世不过13岁，是近卫军的傀儡。244年，军队选举阿拉伯的菲利普登上皇位，他举办了罗马建国1000年的庆祝活动。249年，阿拉伯的菲利普被造反的将领迪西乌斯杀死。迪西乌斯又在251年与哥特人的战争中战死。继位的高卢斯统治时又爆发了一场持久的瘟疫（251年大瘟疫），高卢斯在253年又死于士兵之手。继位的瓦勒良和加里恩努斯不得不率领两支大军，一支在东部对付依兰沙赫尔，另一支在西部对付莱茵河北岸的日耳曼人，这开了帝国分为东西两部分的先河。259年，莱茵河地区的将领波斯杜穆斯自立为帝，建立高卢帝国，包括高卢、不列颠、西班牙的塔拉戈纳和卢西塔尼亚大部。260年，瓦勒良在和依兰沙赫尔作战时被俘。在267年，东部累范特的巴尔米拉独立，将部分东方联邦分裂出去。此时罗马帝国混乱到了极点，中央政权几乎瘫痪，皇帝不但要面对外部敌人，还要镇压造反的军队和人民起义。另外军队不断拥立新帝，企盼更多的赏赐，赏赐不慷慨，皇帝就会被杀。268年，加里恩努斯改革军事，将军人全部解除其他职务，成为职业军，又新设了一支后备军，驻紮在米兰，并以米兰为帝国的军事首府。改革后的军队其後成功击溃了多瑙河北岸的东哥特人的进攻。269年在高卢地区爆发奴隶和隶农起义的巴高达运动，起义者自立皇帝，自铸钱币，持续到286年。

### 伊利里亚诸帝

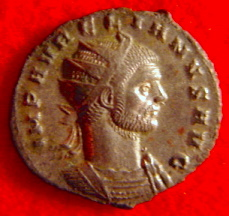
奥勒良

加里恩努斯改革军事后不到一年就被部下杀死，克劳狄二世即位。他先是打败了莱茵河北岸和多瑙河北岸的阿拉曼尼人，后来又早多瑙河北岸击败了一支强大的哥特人军队，有“哥特征服者”的称号。克劳狄二世在270年死于瘟疫后，奥勒良即位，是他将罗马帝国重新统一，称号“世界光复者”。他在多瑙河北岸的潘诺尼亚再次重创哥特人，结束了哥特人的入侵。接着又率军东征，从巴尔米拉手里收复了小亚细亚和叙利亚，随后攻进了巴尔米拉城，俘虏了巴尔米拉的女王奇诺比亚，在273年将巴尔米拉城毁为平地。同年，奥勒良击败了高卢帝国的君主泰特里库斯一世，将高卢、不列颠和西班牙重新并入帝国。在凯旋式上奥勒良展示了奇诺比亚和泰特里库斯。为了加强防守，奥勒良为罗马城新建了一道长20公里，高6米的城墙，并于271年放弃了达西亚，以便利用多瑙河天险防守。275年，奥勒良在出征依兰沙赫尔时被杀，元老院选举塔希图斯为帝，这是最后一次元老院推举皇帝。塔希图斯在位一年就被杀害，军队推出普罗布斯为帝，普罗布斯粉碎了莱茵河北岸的日耳曼人分三路对高卢的入侵，并将汪达尔人驱逐出巴尔干半岛。282年，普罗布斯被杀后，即位的卡鲁斯在北方再次打败日耳曼人，并进攻依兰沙赫尔，一度占领了泰西封。283年卡鲁斯暴死后，弟弟卡里努斯继位。284年，近卫军长官戴克里先造反，在默西亚的贝尔格莱德附近击败了卡里努斯，成为了帝国的统治者。

### 四帝共治
戴克里先称帝后，将元首制改为君主制。君主头戴皇冠、身穿名贵丝袍、浑身上下金银珠宝，臣民需对君主行跪拜礼。另外，君主被当作神来崇拜，比如戴克里先就自称朱庇特化身。另外戴克里先实行四帝共治，东西部各有两帝，一为正职，称奥古斯都；一为副职，称凯撒，最高权力属戴克里先。并且规定，副职为正职的养子和女婿，正职在位20年，须让位给副职。由於北方戰亂頻傳，因此經常由兩位副帝管理蠻荒之北地，而正帝則可身居安全且富饒的南方。就这样，东方奥古斯都戴克里先驻帝國東南隅尼科米底亞，统治色雷斯、东方、亚细亚、埃及和本都，東方凯撒伽列里乌斯驻東北角塞萨洛尼基，统治马其顿、默西亚。西方奥古斯都马克西米安驻西南方米兰，统治意大利、雷蒂安、诺里克、伊利里亚和阿非利加，西方凯撒君士坦提乌斯一世驻西北處特里尔，统治不列颠、高卢和伊比利亚半岛。戴克里先还缩小联邦的规模，划分了100多个联邦，并设立了行政区，十几个联邦为一行政区，地方总督不任军职。其在位期间最值得一提的一件事就是在297年入侵依兰沙赫尔并于298年占领泰西封。
戴克里先改革军事，将军队分为边防军和巡防军，边防军用于抵抗外部入侵，巡防军用于镇压人民起义和造反的军队。他还缩小军团规模，增加军团数量，以便调度，由于戴克里先四分帝国，每个皇帝都有大量士兵，这大大加重了帝国的经济负担。所以，戴克里先又实行新税制，人頭稅方面，规定成年男子为一头，女子为半头，土地税方面按粮田或果园的类型以及面积征税，城市人民方面按各种行业征税，另外官吏、退役老兵、奴隶免税。为了保证税源，戴克里先颁布法律，不许农民自由迁徙以及手工业者、商人等不得改行，甚至规定必须子承父业。戴克里先还改变币制和调整物价，但都不成功。在公元300年，罗马统治下的人口只有4000万人。
戴克里先在位20年后，于305年退位，同时马克西米安也退位。在西方，即位的君士坦提乌斯一世仅在位一年多，就在不列颠去世，儿子君士坦丁一世即位。君士坦丁一世即位时只占不列颠和高卢，其余地区在马克西米安的儿子马克森提乌斯的控制之下。312年，他击败了马克森提乌斯，统一了西方。在东方，伽列里乌斯在311年去世后，即位的李锡尼乌斯击败了占有埃及和部分亚洲领土的马克西密努斯·代亚，统一了东方。313年，君士坦丁一世和李锡尼乌斯颁布了米蘭敕令，宣布基督教合法。314年，两人爆发了冲突，未分胜负。323年，两人再战，李锡尼乌斯战败，君士坦丁成为了帝国的唯一统治者。

### 君士坦丁王朝
君士坦丁大帝开始统治时便在帝国各地疲于奔命，他采取了类似于戴克里先的办法，任命三个儿子君士坦丁二世、君士坦提乌斯二世、君士坦斯为凯撒，各统治帝国的一部分。君士坦丁统治巴尔干和黑海地区，君士坦丁二世统治西班牙、高卢和不列颠，君士坦提乌斯二世统治东方和埃及，君士坦斯统治意大利和阿非利加。君士坦丁改革行政区划，将全国分为四个大行政区，下为行政区，再下为联邦。在经济方面，他继续戴克里先的政策，规定职业世袭和并将农民固定在土地上，并颁布法律重申奴隶主有权杀死奴隶。军事方面，君士坦丁废除近卫军，以帕拉丁骑兵卫队取代，并大量招募蛮族进入军队。君士坦丁以恐怖手段强行招兵，拒不当兵的可能会被处死。君士坦丁另外又大兴土木，于325年在博斯普鲁斯海峡旁的古希腊殖民城市拜占庭建造新都君士坦丁堡，号称新罗马。君士坦丁堡的建造花费无数，经6年直到330年才初步建成。在宗教方面，君士坦丁在325年召开尼西亚会议，确定了许多基督教基本教义，并将阿里乌斯派斥为异端。337年，君士坦丁病重，在死前他接受了洗礼。

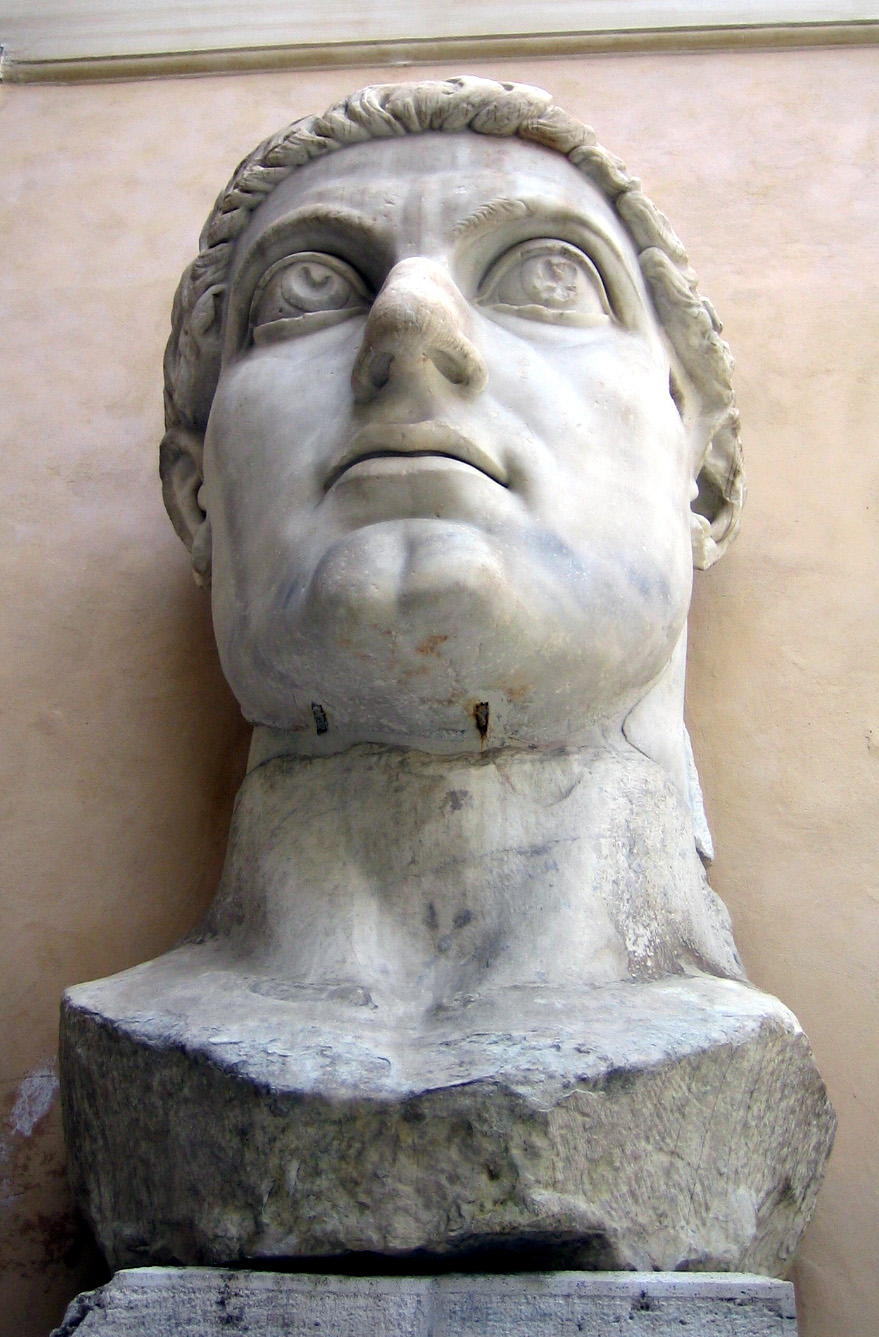
君士坦丁大帝

君士坦丁一死，罗马帝国馬上就爆发了争夺帝位的混战，君士坦丁二世、君士坦斯、马格嫩提乌斯先后被杀，353年君士坦提乌斯二世成为了唯一的统治者。361年，君士坦提乌斯二世的堂弟背教者朱利安造反，君士坦提乌斯二世在征讨朱利安时死去，朱利安取得政权。朱利安受新柏拉图主义影响，上台后就实行反基督教政策，大力扶助多神教，以及犹太教和基督教异端，大肆攻击基督教，教堂被焚毁和抢劫，基督徒被赶出军队和学校，朱利安本人还写书攻击基督教。在其他方面，朱利安在经济上取得了成功，制止了通货膨胀。在军事上击败了莱茵河北岸和多瑙河北岸的日耳曼人，並在361年入侵依兰沙赫尔，占领泰西封。363年，朱利安在依兰沙赫尔所属的美索不达米亚阵亡。即位的约维安取消了朱利安的反基督教政策。

### 瓦伦蒂尼安王朝
364年，约维安中毒身亡，多瑙河军官瓦伦提尼安一世被军队立为皇帝，接着他把东部的帝国分给弟弟瓦伦斯。瓦伦提尼安一世驻米兰，瓦伦斯驻君士坦丁堡，并允许当时从自374年德涅斯特河下游河谷以东到顿河河谷以西的东哥特人帝国被匈人武力入侵征服而灭亡，大部分东哥特人臣服之后，但是一小部分约15000人的西哥特人不愿意接受匈人统治而从向西逃亡，经过德涅斯特河下游河谷和多瑙河下游河谷之间迁徙到色雷斯和默西亚、潘诺尼亚、诺里克等地。376年，瓦伦提尼安一世去世，旋即西哥特人入侵杀掠了伊利里亚、马其顿、伊庇鲁斯、色雷斯、亚该亚、瓦伦提尼安二世继位。378年，瓦伦斯在色雷斯的亚德里亚堡与西哥特人的作战中阵亡，随后东部由格拉蒂安和狄奥多西共治。格拉蒂安在383年死去，狄奥多西与西哥特人讲和，允许他们在东罗马帝国境内成为自由民，参加军队和担任官吏。他又让西部的瓦伦提尼安二世让给他一片土地，在388年他击败了西部的篡位者马格努斯·马克西穆斯和弗拉维乌斯·维克托父子。392年，瓦伦提尼安二世在诺里克的维也纳被杀。

### 狄奥多西王朝

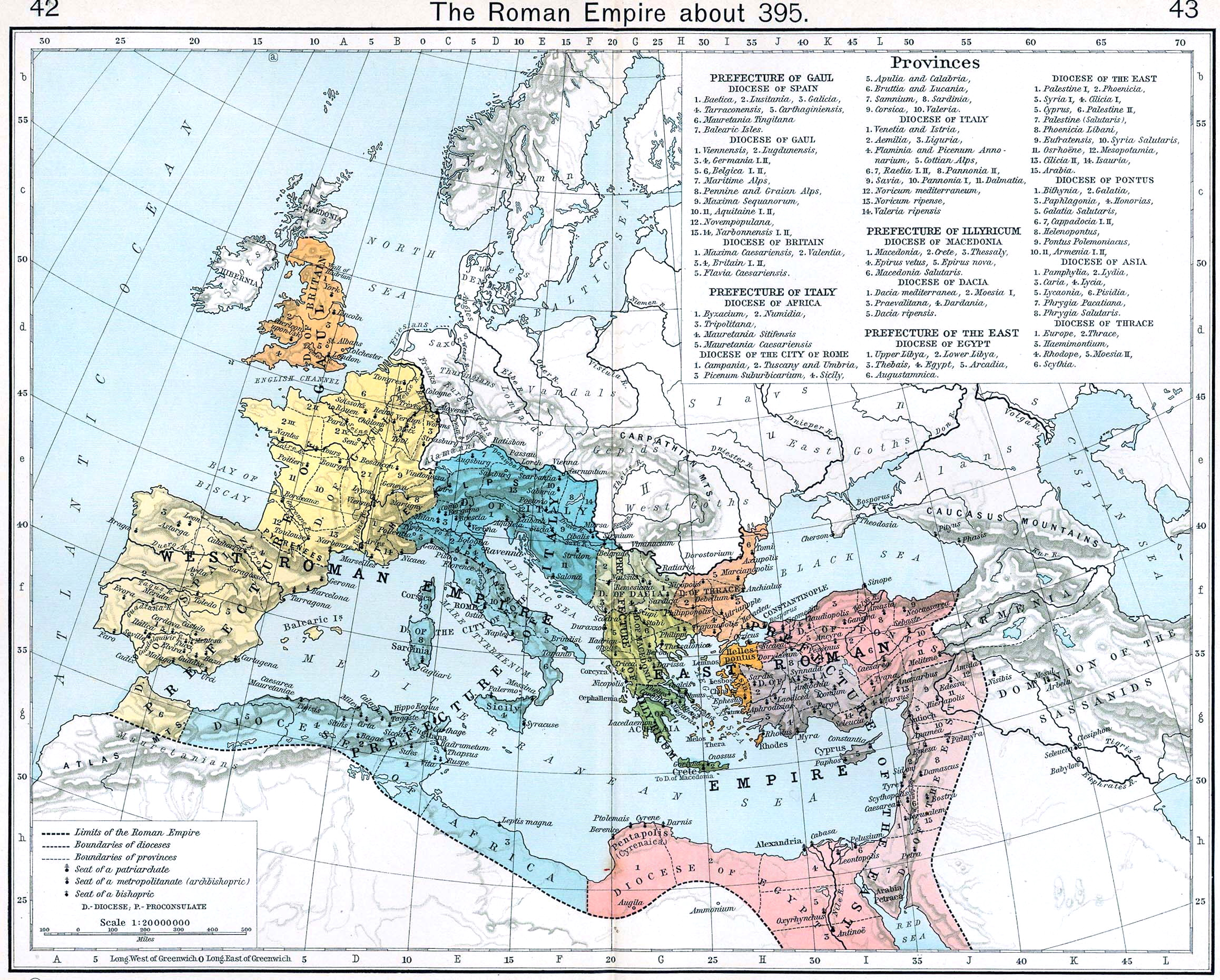
395年的帝国

狄奥多西一世在392年瓦伦提尼安二世被杀后，宣布基督教为国教，反对一切异教和异端。狄奥多西一世在394年击败了西部的篡位者欧根尼乌斯后，成为了帝国的唯一统治者，这是罗马帝国的最后一次统一。此年的罗马统治下的人口有3600万人。395年狄奥多西去世，他把帝国一分为二，东部分给长子阿卡狄乌斯，西部分给幼子霍诺里乌斯。

### 西罗马帝国灭亡
395年东西罗马帝国分裂后，西哥德人首领阿拉里克不断入侵罗马帝国。而东西罗马帝国不是团结起来一致抗敌，而是坐视阿拉里克强大，希望他去攻击对方。405年12月31日，亚拉里克一世突破了罗马帝国的莱茵河北岸防线，罗马在斯提里科的组织下一度成功抵抗住亚拉里克一世的军队，但是在最关键的斯提里科有一次差点活捉亚拉里克一世的时候，不幸被霍诺里乌斯召回并之后陷入政治迫害被处决了，之后的罗马军队根本就没任何抵抗力量了，实际上等于放弃了高卢大部分地区。407年，驻守不列颠的将领君士坦丁三世造反，西罗马帝国皇帝霍诺里乌斯企图使亚拉里克去攻击君士坦丁三世，亚拉里克要求4000磅黄金为代价。随后，由于霍诺里乌斯先答应而后食言，阿拉里克入侵意大利，霍诺里乌斯从米兰逃亡到拉文納。阿拉里克南下，围困了富饶的罗马。罗马城内爆发了饥荒和瘟疫，元老院和阿拉里克媾和，交出了5000磅黄金、30000磅白银一起其他许多贵重物品和财宝。409年，阿拉里克第二次包围罗马，扶立了一个傀儡皇帝，而龟缩在拉文纳的霍诺里乌斯在东罗马帝国的支援下才保住皇位。410年8月阿拉里克第三次包围罗马，城内的奴隶为阿拉里克打开了城门，阿拉里克的蛮族军队在城内任意杀掠三天，大获而归。
此后十年内，霍诺里乌斯的共治皇帝君士坦提乌斯三世成为帝国的军事首脑，帝国稳定了一段时间。418年，西哥特王国在西罗马帝国阿基坦高卢建立，首都图卢兹，这是在罗马帝国境内第一个建立起来日耳曼人王国。423年，霍诺里乌斯死后，瓦伦蒂尼安三世即位。426年在伊比利亚半岛的汪达尔—阿兰人被西哥特王国赶走之后，汪达尔—阿兰王国人次年逃亡到北非。于439年，汪达尔王国在北非的阿非利加和迦太基、努米底亚地区建立，首都迦太基，并建立了自己的海军，不停从海上袭击罗马帝国。451年，匈人人首领阿提拉统兵入侵，被帝国名将埃提乌斯联合西哥特王国击退。埃提乌斯又多次击退蛮族的进攻。而454年爆发了马克西穆斯之乱，佩特罗尼乌斯·马克西穆斯阴谋先后杀死埃提乌斯和瓦伦蒂尼安三世，随即自己称帝。455年6月2日，汪达尔王国首领盖塞里克趁乱入侵，攻进罗马，佩特罗尼乌斯·马克西穆斯被杀，全城被杀掠一空，劫后余生还剩下7000余罗马人。

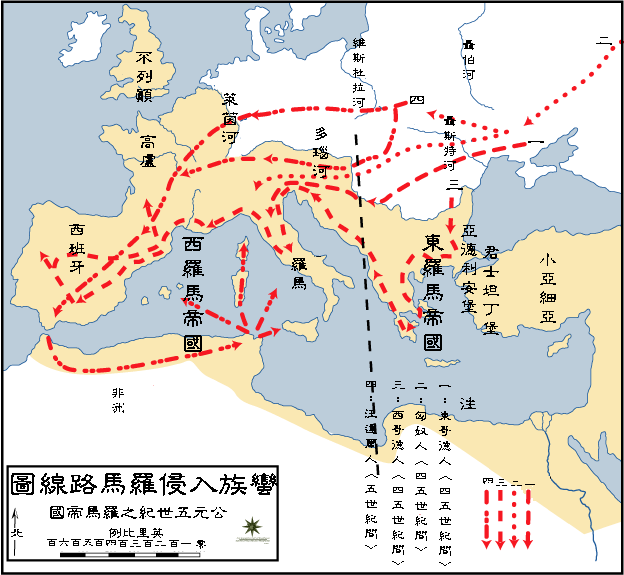
蛮族入侵罗马

在此之后，西罗马帝国已无法维持，僅是苟延残喘。西部后来又出现过八个皇帝，但都是傀儡。实权掌握在蛮族出生的军事首领中。李希梅尔当政16年间，废阿维图斯、墨乔里安、利比乌斯·塞维鲁，杀死东帝扶立的皇帝安特米乌斯，立奥利布里乌斯。冈多拜德执政时，立格利塞里乌斯。在475年欧瑞斯特执政时，干脆将自己的儿子罗慕路·奥古斯都路斯立为皇帝。476年，奧多亚塞反叛欧瑞斯特，废黜罗慕路·奥古斯都路斯，宣称效忠东罗马帝国皇帝芝诺，将西罗马帝国的国徽转让给东罗马帝国，西罗马帝国灭亡。

## 西罗马帝国灭亡之后的西歐
476年，奥多亚克废黜西罗马帝国皇帝，宣称自己作为东罗马帝国皇帝的代理人，统治亚平宁半岛地区。西罗马帝国宣告灭亡。但是东罗马皇帝芝诺不承认奥多亚克。489年，东哥德将领狄奥多里克在芝诺支持下，越過阿爾卑斯山，入侵亚平宁半岛。493年，狄奥多里克占领拉文納，杀奥多亚克，成为东罗马帝国名義上在意大利地区的总督（viceroy）。然而，实际上东罗马帝国对狄奥多里克并没有约束的能力。狄奥多里克透过一系列的联姻与其它一些日耳曼人建立的王国组成联盟。他自己娶了法兰克王国国王克洛维一世（Clovis）的妹妹，又把自己的妹妹嫁给汪达尔-阿兰王国的国王，把一个女儿嫁给勃艮第公国的国王，另一个女儿嫁给了西哥德王国的国王，他也成了西哥德王国的摄政王。535年—553年之间东哥特王国最终被东罗马帝国查士丁尼一世派兵经过历时断断续续的二十年征战而灭亡。568年，伦巴底人从北方翻越阿尔卑斯山，入侵亚平宁半岛，建立伦巴第大公国。572年定都帕维亚。东罗马帝国只保留拉文纳一带狭长的地带。751年，拉文纳被伦巴第人占领。774年，伦巴第大公国被法兰克王国国王查理大帝终结。

東羅馬帝国的疆域变迁

## 東羅馬帝国
羅馬帝國在經歷了三世紀危機後，國力已不如羅馬五賢君時代。儘管有如戴克里先和君士坦丁一世等皇帝的力挽狂瀾，但來自北方的蠻族的威脅卻是日益嚴重。西元330年，羅馬皇帝君士坦丁一世試圖在較為安穩與富庶的東方，為這個風雨飄搖的帝國尋求新的生機，因此將首都從羅馬遷到東方的希臘直民古城拜占庭，將拜占庭城擴建與修築城牆後定名為新羅馬(即後世所稱的君士坦丁堡)，該年也被廣泛地定義為東羅馬帝國的起始年分。但也有人以狄奧多西一世過世的395年作為東羅馬帝國的起始年分，該年他將統一的羅馬帝國分給自己的兩個兒子分別管理東西部，此後帝國再也沒有統一過。
476年西罗马帝国灭亡后，东罗马帝国（即後世人們所稱的拜占庭帝国）成为了古罗马帝国唯一僅存的延續政權。西元6世紀是東羅馬帝國最輝煌的時代，查士丁尼大帝收復了大部分被日耳曼人諸王国占領的的失土，並編纂查士丁尼法典。但查士丁尼大帝因为当政期间的541年大瘟疫爆发，导致据说当时东罗马帝国境内三分之一人口被消灭，查士丁尼一世在565年死后，留給後代一個空空的國庫。因此自7世紀起，帝國先後被倫巴底人、阿瓦尔人（566年）、波斯帝國薩珊王朝、保加利亚帝國、佩切涅格人、阿拉伯帝國所侵略，领土疆域日益變小，除了查士丁尼征服的領土再次丟失之外，原本自羅馬帝國繼承的多瑙河南岸、黎凡特、巴勒斯坦地區、埃及與北非等地也相繼淪陷於斯拉夫人和穆斯林政權的手裡。因此至七世紀末期，此時帝國的核心領土只剩下小亞細亞西半部、希臘半島以及色雷斯。
到了九世紀，東羅馬帝國進入了馬其頓王朝時期。這段期間帝國在面對斯拉夫人與阿拉伯人的戰爭中收復了一些故土，並於巴西爾二世在位期間使帝國迎來了自查士丁尼以來帝國的第二個鼎盛時期。然而好景不常，巴西爾二世因無子嗣，加上接下來的繼承者們昏庸腐敗，國家因此再度遭受捲土重來的保加利亞人與新興的塞爾柱帝國所侵略。1204年4月13日，东罗马帝國首都君士坦丁堡被第四次十字軍東征攻陷之后杀掠了4万余人（主要是拉丁人占领区），之后余下的君士坦丁堡人都基本逃離了。儘管麥可八世在1261年收復該城及大部份的國土，並且有能力消滅興起於小亞細亞的潛在威脅--罗姆苏丹国，但後來因軍隊主力集中在歐洲，加上封建制度的侯爵封地脫離帝國，帝國此時已分崩離析、搖搖欲墜。1453年5月29日，東羅馬帝国的首都君士坦丁堡最终为鄂圖曼帝国的穆罕默德二世所攻陷；1460年，在摩里亚的羅馬殘餘政權被鄂圖曼帝国占领，1461年東羅馬帝國之分國特拉布宗帝国被鄂圖曼帝国灭亡。自此罗马帝国正式終結，永远地退出历史舞台。